# Ataensic
Ataentsic – w wierzeniach Irokezów bogini nieba i ziemi. Matka bliźniąt Hahgwehdiyu i Hahgwehdaetgah zmarła podczas porodu. Z jej ciała pierwszy z synów miał stworzyć świat.
U Huronów bogini ta zapłodniona przez istotę ze świata podziemnego na żółwiu urodziła bliźnięta, jeden z synów stworzył dzień, drugi zaś noc. Ziemia powstała, ponieważ szczur piżmowy wydobył ląd z głębi morza.